# Castello di Saint-Blancard
Il castello di Saint-Blancard è un castello francese situato nel dipartimento di Gers, nella regione dell'Occitania. Dal 2005 fa parte dei Monumenti storici di Francia.

## Descrizione
Sul sito, occupato sin dall'antichità, nel Medioevo era presente una fortificazione. Nel 1303 fu stipulato un accordo tra gli abitanti del villaggio e Pierre d'Orbessan per la costruzione di un nuovo castello.
La costruzione iniziò nel XIV secolo e continuò nel XVI secolo. Nel 1562 nel castello nacque Carlo di Gontaut, che fu decapitato per aver preso parte alla congiura contro Enrico IV. Nel 1888 il castello fu danneggiato da un incendio; la ricostruzione fu seguita da Henri de Gontaut, marchese di Saint-Blanchard, che fece realizzare un mastio a ovest e fece decorare gli interni in stile neogotico. Le mura occidentali e meridionali furono abbattute per permettere la vista dei Pirenei. L'ultima porzione della cinta, che costituisce una copia della seconda cinta muraria di Carcassonne, risale al 1926.
Durante la seconda guerra mondiale il castello ospitò le opere d'arte provenienti dalla sezione di egittologia del museo del Louvre. Nel 2000 fu creata un'associazione per la tutela e la riqualificazione del castello e del parco, che erano stati lasciati in abbandono per molti anni dalla proprietà inglese che lo aveva rilevato nel 1990.